# Kozármisleny
Kozármisleny är en ort i Ungern.   Den ligger i provinsen Baranya, i den sydvästra delen av landet, 170 km söder om huvudstaden Budapest. Kozármisleny ligger 161 meter över havet och antalet invånare är 4 093.
Terrängen runt Kozármisleny är huvudsakligen platt, men åt nordväst är den kuperad. Runt Kozármisleny är det ganska tätbefolkat, med 58 invånare per kvadratkilometer. Närmaste större samhälle är Pécs, 7,5 km nordväst om Kozármisleny. Trakten runt Kozármisleny består till största delen av jordbruksmark.